# ۸۱۳ (میلادی)
۸۱۳ (میلادی) هشتصد  و سیزدهمین سال تقویم میلادی است.

## درگذشتگان
- امین عباسی: ششمین خلیفه عباسی.

‎